# Rüdiger Wenzel
Rüdiger Wenzel (3 giugno 1953) è un ex calciatore tedesco, di ruolo attaccante.

## Palmarès
- Coppa di Germania: 1

Fortuna Düsseldorf: 1979-1980